# Blair Witch Volume III: The Elly Kedward Tale
Blair Witch Volume III: The Elly Kedward Tale — компьютерная игра в жанре survival horror, разработанная Ritual Entertainment и выпущенная Gathering of Developers. Игра вышла только на Windows в 2000 году. Игра является третьей в серии игр, основанной на фильме «Ведьма из Блэр: Курсовая с того света».

## Сюжет
Являясь сюжетным приквелом, заключительная часть трилогии посвящена истории, произошедшей за полтора века до событий первого эпизода и задействует некоторых из его персонажей. Несмотря на название игры, ведьма Элли Кедвард (англ. Elly Kedward) в ней не появляется.
Главный герой — священник и охотник на ведьм Джонатан Прай (англ. Jonathan Prye), призрак и дневник которого фигурировали в первом эпизоде. Кризис веры побуждает Прая в феврале 1786 года отправиться в посёлок Блэр (будущий Бёркиттсвилль), по слухам страдающий от великого зла. Прибыв в Блэр, Прай узнаёт, что поселенцы приписывают все беды некой Элли Кедвард, ранее обвинённой в колдовстве. Кедвард была изгнана из города и оставлена умирать в лесу, однако тело её не нашли, после чего в Блэр начали исчезать дети. Жители в ужасе бежали из поселения, остались только несколько людей: глава города Иона (Jonah), священник Хейл Гудфеллоу и двое заключенных в местной тюрьме — пьяница Хиррум Хитоу и подозреваемая в ведьмостве Элизабет Стайлер.
В ходе расследования Прай встречается с индейским шаманом Асгайей, также знакомым по первому эпизоду игры. Шаман рассказывает ему об истинном корне местного зла — тёмном духе Хекайтомиксе, которого индейцы издревле задабривали подношениями. Не получив аналогичного уважения от белых, Хекайтомикс возненавидел всех людей и принялся похищать и убивать их потомство. Асгайя сообщает Праю, что для победы над Хекайтомиксом требуется спасти детей, которых готовят к ритуальным жертвоприношениям на трёх астральных планах — физическом, призрачном (завоёванном Хекайтомиксом) и демоническом (являющимся домашним миром Хекайтомикса).
Вернувшись из демонического плана, Прай сталкивается с Элизабет Стайлер, которая сознаётся, что является слугой и сосудом Хекайтомикса в физическом плане. Прай побеждает её (либо убив её, либо выполнив обряд экзорцизма). В игре предусмотрено два варианта концовки в зависимости от того, как была побеждена Элизабет. Если она была убита, жители поселения благодарят Прая за спасение детей и предлагают остаться в Блэр. Если Элизабет осталась жива, то она благодарит Прая за помощь и предлагает остаться с ней. В обоих случаях, Прай, преодолев кризис веры, отказывается от предложения и решает вернуться к своей пастве.

## Игровой процесс
Игра делает упор на экшн-составляющую, квестовый элемент практически отсутствует. По сравнению с предыдущими эпизодами значительно уменьшены объёмы текста, количество диалогов и активных персонажей, с которыми взаимодействует игрок. Урезано разнообразие противников, среди врагов превалируют зомби. Между тем присутствует семь боссов (больше, чем в двух предыдущих играх, вместе взятых).
Особенностью третьей части стали получаемые игроком по мере прохождения индейские и христианские артефакты, позволяющие использовать против врагов различную магию (соответственно, в игре появился дополнительный ресурс маны).

## Критика
| Сводный рейтинг       | Сводный рейтинг |
| Агрегатор             | Оценка          |
| --------------------- | --------------- |
| GameRankings          | 59,10 %         |
| Metacritic            | 55/100          |
| Иноязычные издания    |                 |
| Издание               | Оценка          |
| AllGame               | [ 3 ]           |
| Eurogamer             | 3/10            |
| GameRevolution        | C−              |
| GameSpot              | 4/10            |
| GameSpy               | 69 %            |
| IGN                   | 6,8/10          |
| Next Generation       | [ 9 ]           |
| PC Gamer (US)         | 37 %            |
| Русскоязычные издания |                 |
| Издание               | Оценка          |
| Absolute Games        | 85 %            |

Blair Witch Volume III: The Elly Kedward Tale получила смешанные и средние оценки, согласно агрегатору рецензий Metacritic игра получила среднюю оценку 55 %.
К октябрю 2001 году в США было распродано всего лишь 8500 копий игры.